# Zuberska Woda
Zuberska Woda (słow. Zuberská voda) –  potok na Słowacji płynący przez miejscowość Zuberzec. Powstaje na wysokości 776 m w górnym końcu tej miejscowości z połączenia Przybyskiego Potoku z Siwym Potokiem. Takie ujęcie prezentuje Wielka encyklopedia tatrzańska. Na słowackiej mapie i w innych źródłach Zuberska Woda ma nazwę Stefkowski Potok i wypływa z Jaskini Brestowskiej.
Zuberska Woda łynie w zachodnim kierunku przez centrum Zuberca. Naprzeciwko kościoła uchodzi do niego z lewej strony Borowa Woda. Tu zmienia kierunek na północno-zachodni i na wysokości 730 m uchodzi do Zimnej Wody Orawskiej jako jej lewy dopływ. Po drodze zasilany jest jeszcze przez jeden potok. Jest to Milotínka spływająca z Pogórza Orawskiego. Cały bieg Zuberskiego Potoku znajduje się na Kotlinie Zuberskiej będącej częścią Rowu Podtatrzańskiego.